# Ernesto Rebelo
Ernesto de Lacerda Lavallière Rebelo (Lisboa, 26 de Abril de 1842 — Horta, 15 de Novembro de 1890), mais conhecido por Ernesto Rebelo, foi um escritor e jornalista açoriano, autor de uma vasta obra de temática açoriana. Foi dirigente de diversas instituições culturais da ilha do Faial. É considerado um dos mais notáveis escritores faialenses e um dos maiores valores da escola romântica nos Açores. Como poeta, versejou com espontaneidade e simplicidade.

## Biografia
Ernesto Rebelo foi filho do advogado e jornalista faialense Francisco Peixoto de Lacerda Costa Rebelo e de Maria Elisa Nunes de Lavallière Rebelo, natural de Cayenne, Guiana Francesa..
Ernesto Rebelo fixou-se com a família na cidade da Horta em 1845, quando tinha 3 anos se idade. Naquela cidade fez os seus estudos primários e secundários, empregando-se como funcionário da Repartição de Fazenda Distrital da Horta, ocupação que manteve até falecer. Era um homem cismador e solitário, considerado de uma educação esmerada.
Manteve ao longo da sua vida uma intensa actividade como publicista, publicando centenas de artigos em diversos periódicos da Horta e de outras cidades. Fundando e dirigiu os periódicos O Amigo do Povo (1870) e Civilizador (1878-1879), foi redactor de A Luz (1870-1874) e de O Grémio Literário (1880-1884) e deixou colaboração, em verso e em prosa, dispersa por múltiplos jornais da Horta e dos Açores. Colaborou também nas páginas do Ramalhete do Christão, de A Civilização Cristã e da Revista Ilustrada, periódicos que se publicavam em Lisboa e na revista Ribaltas e Gambiarras  (1881). (Figueira, 1890a; Rebelo / Silveira, 1965).
Ernesto Rebelo foi membro activo de diversas associações culturais e científicas, entre as quais o Grémio Literário Faialense de que foi sócio fundador e honorário e presidente;  o Grémio Literário Artista Faialense; a Sociedade Amizade e Recreio de Ponta Delgada; o centro faialense da Sociedade de Geografia de Lisboa, da qual era sócio correspondente; a Comissão Central de 1640; a Fraternidade Açoriana do Rio de Janeiro; o Grémio Literário Micaelense de que era sócio correspondente; o Grémio Literário de Angra do Heroísmo e o Club Popular Angrense. Era ainda sócio correspondente da Sociedade Dantesca de Nápoles.
Foi o principal promotor do Grémio Literário Faialense e das suas publicações, razão pela qual aquela instituição tinha exposto um seu retrato, em formato grande, oferta da Sociedade Luz e Caridade.
Ernesto Rebelo faleceu subitamente na cidade da Horta, sendo o seu funeral uma grande manifestação de pesar a que se associaram todas as forças vivas da ilha do Faial. Era cavaleiro da Ordem de Cristo e comendador da Ordem de Nossa Senhora da Conceição de Vila Viçosa.
Quando faleceu deixou inéditas várias obras, entre as quais: Flores do mato (versos); Amor filial, drama levado à cena no Teatro União Faialense, a 30 de Maio de 1878; Margarida (drama); O senhor Eleutério (comédia); e Cenas do Outono, um romance incompleto, escrito para o jornal O Atlântico.
O nome de Ernesto Rebelo figura na toponímia da cidade da Horta por decisão da Câmara Municipal, tomada a 20 de Novembro de 1890.

## Obras publicadas
Ernesto Rebelo foi um escritor prolífico deixando uma vasta obra, na sua maioria dispersa por periódicos açorianos e de Lisboa. As listagens que se seguem são necesariamente muito incompletas.

### Obras editadas em volume
- 1873 — Contos e poesias açoreanas. Horta: Typ. Hortense.
- 1879 — As noites d’El-Rei: drama histórico em 3 actos. Angra do Heroísmo: Imprensa do Governo Civil.
- 1881 — Um padre: drama em 4 actos. Rio de Janeiro: Matheus Costa & Ca. [levado à cena, na Horta, em 29 de Abril de 1880, conjuntamente com As noites de El-Rei].
- 1881 — A desleixada: lenda escandinava. Horta: Typ. do Atlântico (tradução livre da versão inglesa da obra homónima de Hjalmar Hjorth Boyesen).
- 1885 — Dálias do convento: comédia em 3 actos. Ponta Delgada: Typ. e Lith. dos Açores (peça levada à cena no Teatro Esperança, Ponta Delgada, em 30 de Outubro de 1878).
- 1885 — "Notas Açorianas". In: Archivo dos Açores. Ponta Delgada: Typ do Archivo dos Açores.
- 1885, 1886, 1887 — Notas Açorianas. Ponta Delgada: Typ. do Archivo dos Açores, 3 volumes.
- 1982 — There… she blows!… Lajes do Pico: Museu dos Baleeiros (publicação póstuma com apresentação de Pedro da Silveira).
- 1989 — Aves de arribação: crónica açoriana. Horta: Centro de Estudos da Câmara Municipal da Horta (publicação póstuma).

### Trabalhos publicados em jornais
Ernesto Rebelo publicou algumas centenas de artigos em jornais e revistas diversas, com destaque para os periódicos da Horta. A lista que se segue considera apenas alguns dos seus escritos mais significativos:
- Scenas dos Açores (romance). In: O Fayalense, 1879-1880.
- Aves de arribação (romance). In: O Fayalense, 1880 (publicado em livro no ano de 1989).
- Soror Maria (romance). In: O Fayalense, 1880.
- Urzes e silvados (romance). In: O Açoreano, 1884.
- Mathilde (romance). In: O Açoreano, 15 de Novembro de 1885 – 14 de Abril de 1886; O Telégrafo, 3 de Janeiro a 7 de Abril de 1914.
- Excêntricos faialenses (série de contos). In: O Gremio Litterario, Horta (volumes 1 a 40, 1880-1895).